# Oultche
Cet article concerne la langue oultche. Pour le peuple oultche, voir Oultches.
L'oultche (autres transcriptions : ulch, ulchi) est une langue toungouse parlée en Russie Sibérienne, dans le raïon oultche situé dans le krai de Khabarovsk. Les Oultches se désignent par le nom de « Нāн’и̌ », peuple du lieu.
Au recensement de 1989, 30,7 % (soit 974 personnes) des 3 173 Oultches déclaraient parler leur langue.
Au recensement de 2010, seuls 154 Oultches ont fait la même déclaration, sur une population ethnique de 2800 (5,4% de la population ethnique).

## Écriture
| Majuscules | Majuscules | Majuscules | Majuscules | Majuscules | Majuscules | Majuscules | Majuscules | Majuscules | Majuscules | Majuscules | Majuscules | Majuscules | Majuscules | Majuscules | Majuscules | Majuscules | Majuscules | Majuscules | Majuscules | Majuscules | Majuscules | Majuscules | Majuscules | Majuscules | Majuscules | Majuscules | Majuscules | Majuscules | Majuscules | Majuscules | Majuscules | Majuscules | Majuscules | Majuscules | Majuscules |
| ---------- | ---------- | ---------- | ---------- | ---------- | ---------- | ---------- | ---------- | ---------- | ---------- | ---------- | ---------- | ---------- | ---------- | ---------- | ---------- | ---------- | ---------- | ---------- | ---------- | ---------- | ---------- | ---------- | ---------- | ---------- | ---------- | ---------- | ---------- | ---------- | ---------- | ---------- | ---------- | ---------- | ---------- | ---------- | ---------- |
| А          | Б          | В          | Г          | Д          | Д’         | Е          | Ё          | Ж          | З          | И          | Й          | К          | Л          | М          | Н          | Н’         | Ӈ          | О          | П          | Р          | С          | Т          | У          | Ф          | Х          | Ц          | Ч          | Ш          | Щ          | Ъ          | Ы          | Ь          | Э          | Ю          | Я          |
| Minuscules |            |            |            |            |            |            |            |            |            |            |            |            |            |            |            |            |            |            |            |            |            |            |            |            |            |            |            |            |            |            |            |            |            |            |            |
| а          | б          | в          | г          | д          | д’         | е          | ё          | ж          | з          | и          | й          | к          | л          | м          | н          | н’         | ӈ          | о          | п          | р          | с          | т          | у          | ф          | х          | ц          | ч          | ш          | щ          | ъ          | ы          | ь          | э          | ю          | я          |

Plusieurs lettres sont diacritées : ‹ ā, ē, ё̄, ӣ, ō, ӯ, э̄, ю̄, я̄ ›

## Sources
- [Detchouli et Sem 1992] (ru) К.Ф. Дечули et Л.И. Сем, Букварь для 1-го класса ульчских школ, Санкт-Петербург, Просвещение,‎ 1992 (ISBN 5-09-002274-7)
- (ru) O.П. Cyник, Ульчский язык, dans Языки Mиpa, Монголские языки. Тунгусо-маньчжурские языки. Японский язык. Кopейский язык, pp. 248-260, Moscou, Izd. Indrik, 1997  (ISBN 5-85759-047-7)